# Holcombe Rucker
Holcombe Rucker (2 marzo 1926 – New York, 20 marzo 1965) è stato un dirigente sportivo statunitense, direttore di playground per il Department of Parks & Recreation di Harlem dal 1948 al 1964.

## Biografia
Personaggio storico dello streetball (pallacanestro di strada), fondò nel 1947 a New York il "Rucker Tournament", un torneo o, meglio, una summer league , nella quale le più forti squadre dei quartieri newyorkesi si sfidano tuttora a Harlem nei weekend di luglio e agosto in infuocate e spettacolari partite all'aperto.
L'idea di Rucker era usare il basket per allontanare i ragazzini di Harlem dalla strada e dalla droga e, nel contempo, conferire dignità allo streetball.
Scomparve nel 1965, all'età di 39 anni, a seguito di un tumore.
Il Rucker Tournament, partito con sole quattro squadre ed un solo arbitro, a poco a poco diventò un vero e proprio torneo, giocato dalla mattina fino a tarda sera, con migliaia e migliaia di spettatori e con stelle dell'NBA che scendevano sui playground della periferia di New York per confrontarsi con ballers di strada, alcuni dei quali diventati leggendari.
Questo torneo veniva giocato in quello che più tardi venne chiamato Rucker Park, in onore proprio di Holcombe. Rucker Park è oggi icona inimitabile per tutti gli appassionati di pallacanestro ed è stato fonte di ispirazione anche di marchi di abbigliamento sportivo; il suo nome è portato orgogliosamente dal punto di riferimento del basket di Milano: Rucker Park basketball store.
Il nome di Holcombe Rucker ed il Rucker Tournament sono legati strettamente a quello di Earl Manigault, cestista di Harlem scoperto da Rucker, destinato ad un grande avvenire per le sue strepitose potenzialità tecniche, ma distrutto dalla droga, protagonista di film, libri, articoli e website incentrati sulla sua storia.

## Filmografia
- Più in alto di tutti (Rebound: The Legend of Earl 'The Goat' Manigault), regia di Eriq La Salle (1996)
- The Real: Rucker Parks Legends, regia di Bahmekka (2006)